# Wiesiołek dwuletni

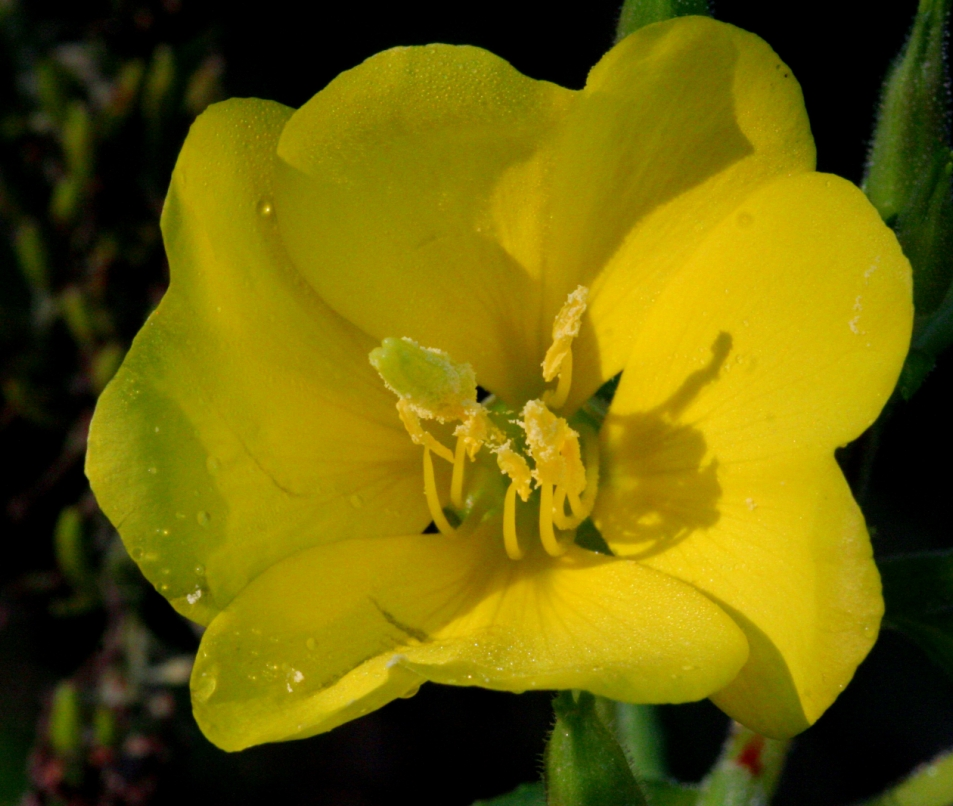
Kwiat

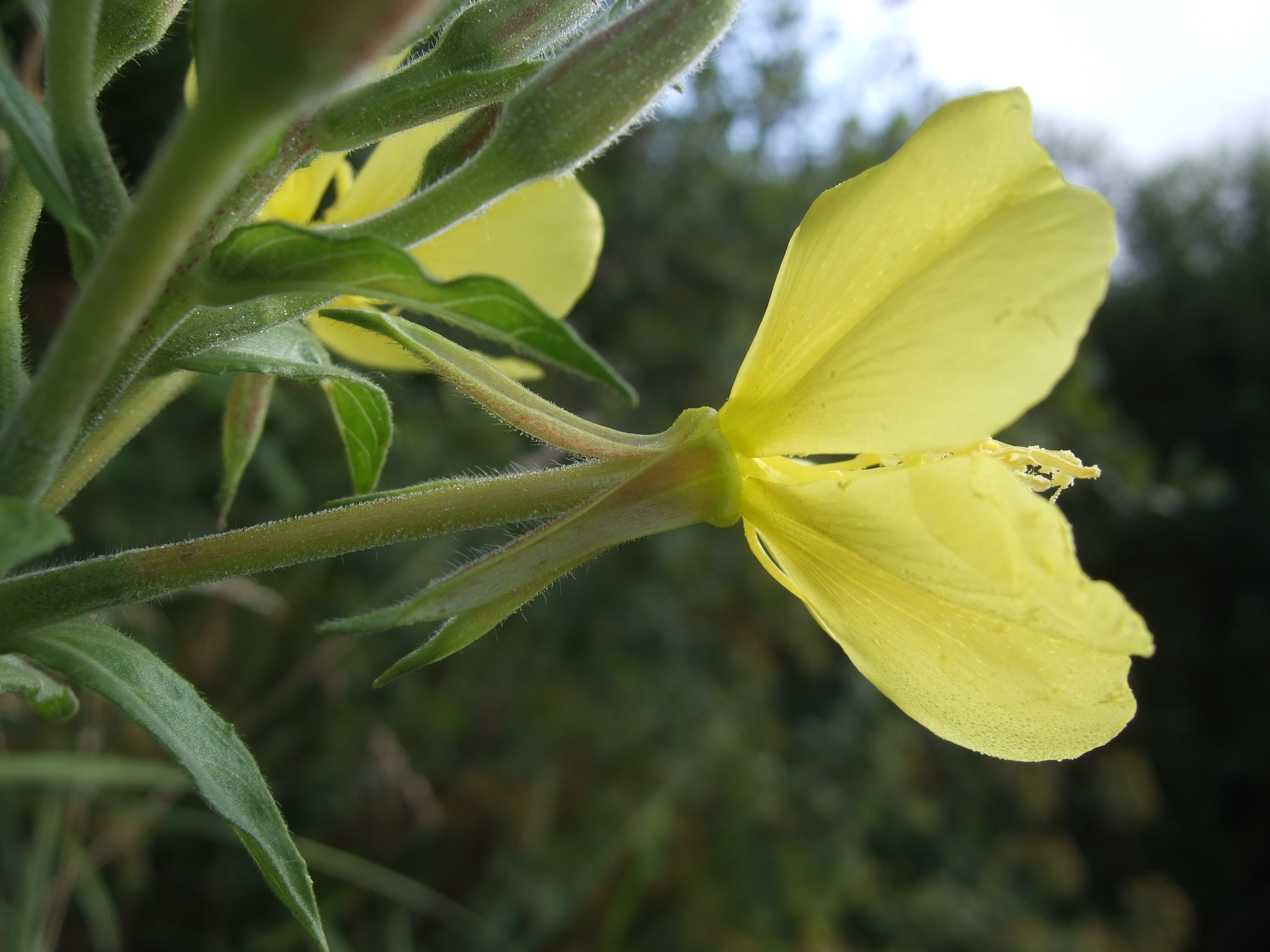
Kwiat

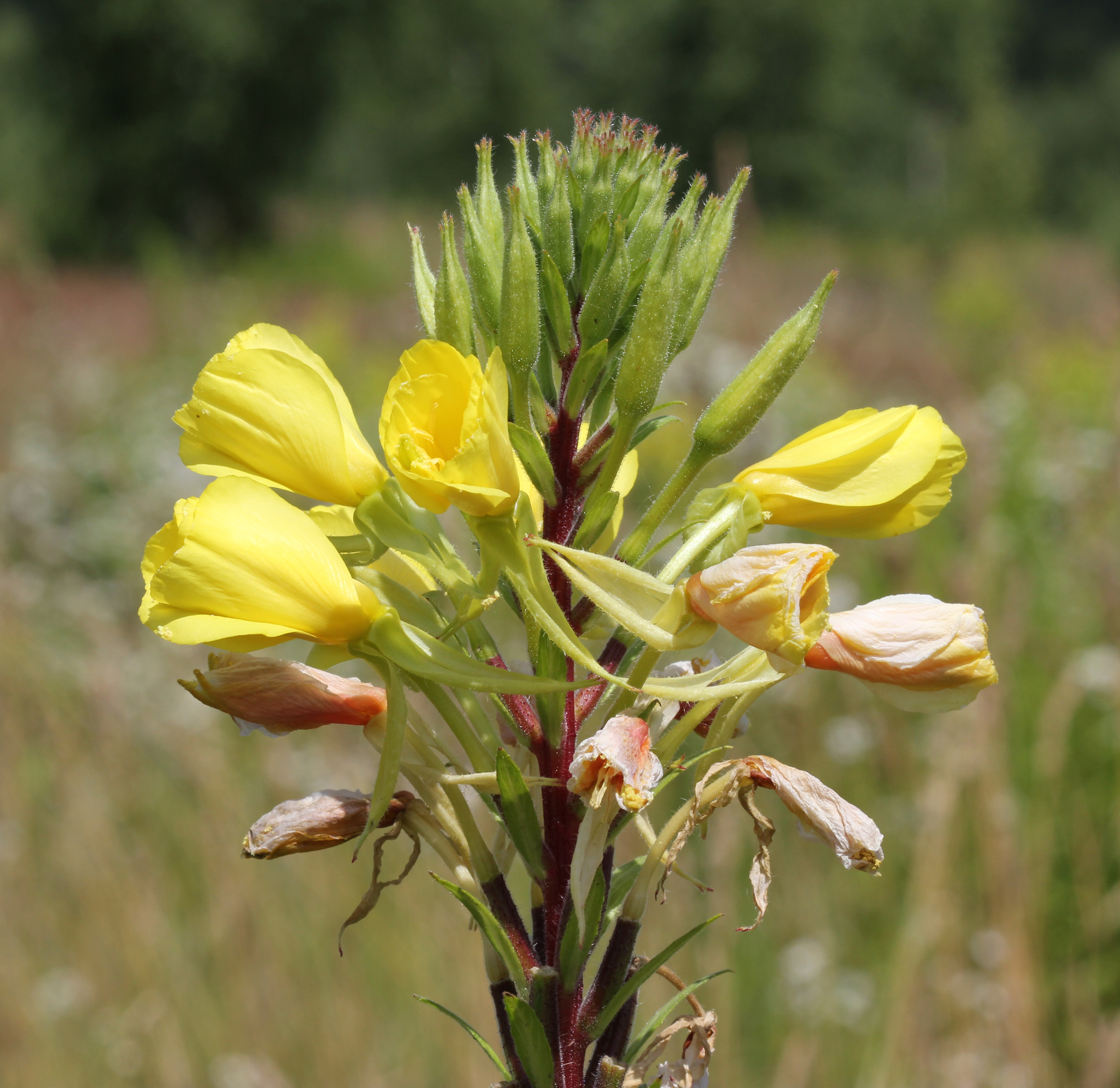
Kwiatostan

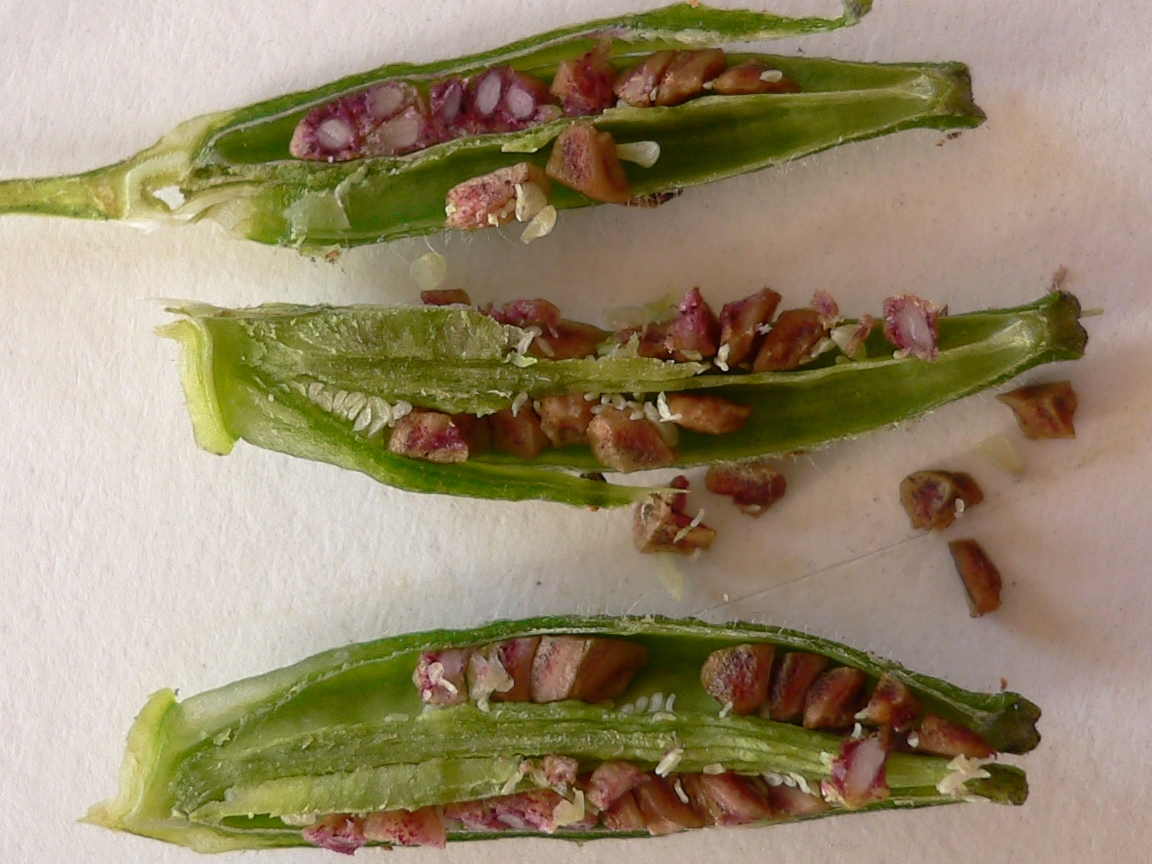
Owoce

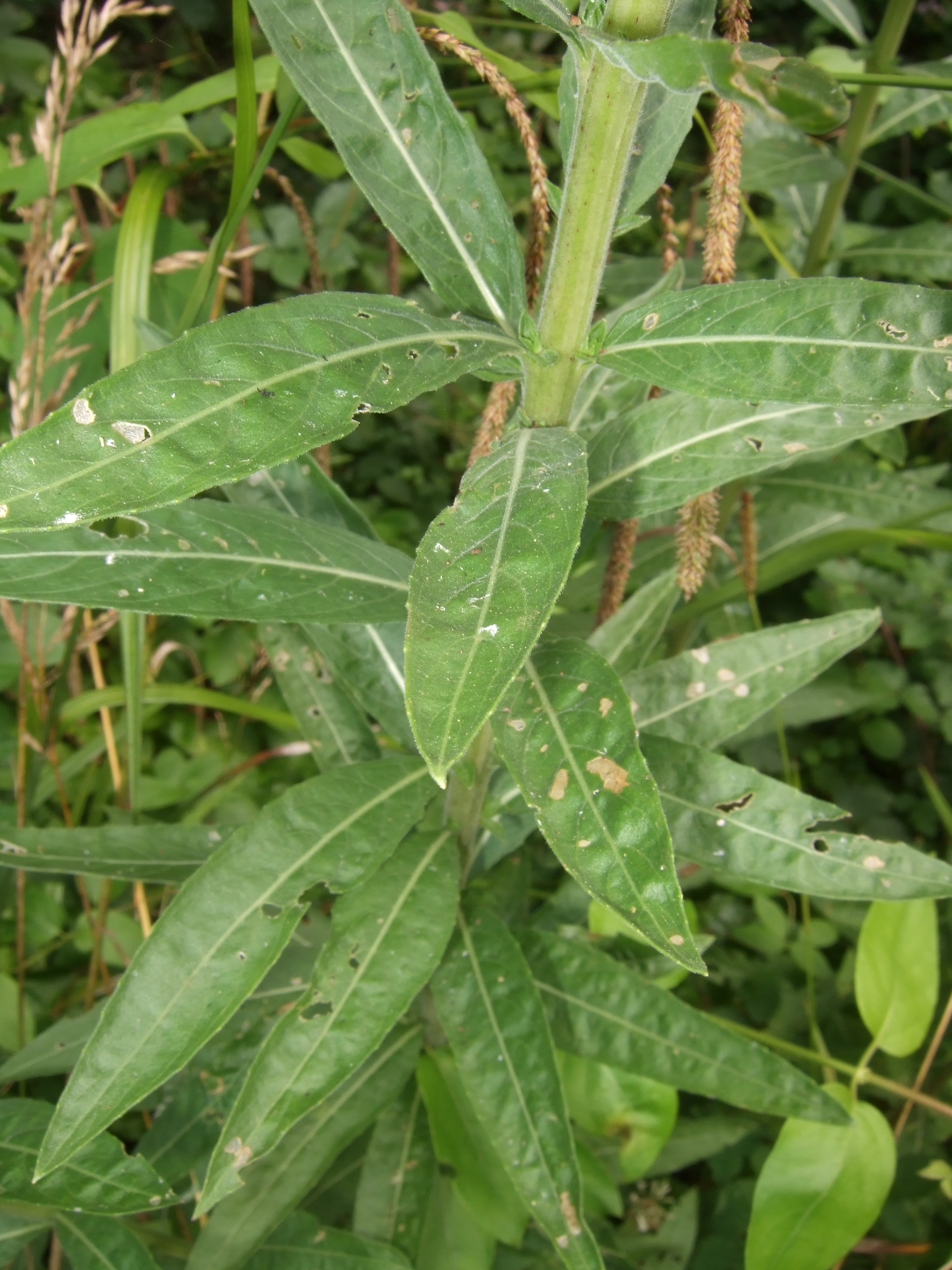
Liście

Wiesiołek dwuletni, nocna świeca (Oenothera biennis L.) – gatunek rośliny należący do rodziny wiesiołkowatych.

## Nazewnictwo
W nazewnictwie i taksonomii gatunków wiesiołków istnieje spore zamieszanie. Kilka taksonów wyróżnionych w Krytycznej liście roślin naczyniowych Polski jako odrębne gatunki, to po zweryfikowaniu przez The Plant List są synonimy w. dwuletniego:
- wiesiołek czerwonołodygowy (Oenothera rubricaulis Kleb.),
- wiesiołek pachnący (Oenothera suaveolens Desf. ex Pers),
- wiesiołek późnokwitnący (Oenothera pycnocarpa Atk. & Bartl. in Bartl.).

## Rozmieszczenie geograficzne
Pochodzi z Ameryki Północnej, według J. Mowszowicza do Europy został zawleczony na początku XVII w. Rozprzestrzenił się i obecnie poza Antarktydą występuje na wszystkich kontynentach i na wielu wyspach. Występuje w całej Europie, na północy sięgając po północne krańce Półwyspu Skandynawskiego. W Polsce dość częsty, zwłaszcza w dolinie Wisły. Status gatunku we florze Polski niepewny (być może kenofit?).

## Morfologia
UwagiGatunki wiesiołka są bardzo trudne do odróżnienia, tworzą też liczne mieszańce. Do prawidłowego oznaczenia gatunku należy znać m.in. siedlisko, w którym dana roślina rosła, barwę głównych nerwów na liściach, zabarwienie wierzchołka łodygi i pączków, stosunek długości płatków do szerokości, budowę włosków.
ŁodygaPojedyncza, wzniesiona, o wysokości 50–100 (150) cm, owłosiona. Przed kwitnieniem nie zgina się. Rodzaj jej owłosienia jest ważną cechą przy rozróżnianiu gatunków. Włoski są łukowate i spiczaste z wałeczkowatymi lub stożkowymi, wielokomórkowymi brodawkami w nasadzie.
LiścieLiście odziomkowe krótkoogonkowe, odwrotnie jajowate, tępo zakończone, przylegające do ziemi. Liście łodygowe krótkoogonkowe, podługowatolancetowate. Mają czerwone żyłki (nie dotyczy to okazów rosnących w miejscach zacienionych oraz jesiennych).
KwiatyŻółte, zebrane w silnie ogruczolony kwiatostan. Kielich 4-krotny o działkach dłuższych od płatków korony. Korona złożona z 4 dużych płatków o długości 20–30 mm, wyraźnie szerszych niż dłuższych. Pączki kwiatowe zielone, o działkach dołem stykających się.
OwocWąska, podłużnie jajowata torebka otwierająca się 4 klapami.

## Biologia i ekologia
RozwójRoślina dwuletnia, hemikryptofit. Kwitnie od czerwca do sierpnia. Przedprątne kwiaty przez dzień są zamknięte, otwierają się dopiero wieczorem i są zapylane przez ćmy. Słupki dojrzewają dopiero po 24 h od dojrzenia pręcików. Jest to jeden z mechanizmów zabezpieczających przed niekorzystnym dla rośliny samozapyleniem. Kwiaty nocą wydzielają intensywny, przyjemny zapach.
SiedliskoZajmuje siedliska ruderalne, takie jak przydroża, piaszczyste nieużytki, nasypy kolejowe, tereny przemysłowe, ale także brzegi rzek. Roślina światłolubna. W klasyfikacji zbiorowisk roślinnych gatunek charakterystyczny dla O. Onopordetalia.
Cechy fitochemiczneZiele zawiera kauczuk, kwasy organiczne, garbniki i flawonoidy. W nasionach jest około 20% oleju zawierającego nienasycone kwasy tłuszczowe (kwas γ-linolenowy, kwas linolowy, kwas oleinowy), skrobię, fitosterole, sole mineralne, witaminy.
Genetyka i zmiennośćLiczba chromosomów 2n = 14. Tworzy mieszańce z w. piaskowym (Oenothera × rigirubata Renner) i w. śląskim (Oenothera × albisubcurva Renner).
Interkcje międzygatunkoweNa liściach pasożytuje grzybopodobny lęgniowiec Peronospora arthurii oraz grzyby: Erysiphe howeana wywołujący mączniaka prawdziwego i skoczkowce  Synchytrium fulgens i Synchytrium mercurialis. Na pędach żerują mszyce Aphis frangulae i Aphis oenotherae, a wewnątrz rośliny nicień Ditylenchus dipsaci.

## Zastosowanie
Roślina lecznicza
- Zastosowanie: Olej z nasion wiesiołka stosuje się wewnętrznie przy nadciśnieniu, do obniżania poziomu cholesterolu przy miażdżycy i poziomu cukru przy cukrzycy, w chorobach układu sercowo-naczyniowego, zatruciach, w zespole napięcia przed miesiączkowego i różnych schorzeniach alergicznych (astma, atopowe zapalenie skóry), przy zaburzeniach przemiany materii, w przeroście prostaty, przy osłabieniu, chorobach reumatycznych, chorobach układu nerwowego[12].

Roślina jadalnaPo ugotowaniu jadalne są młode liście, pędy, zielone strąki oraz korzenie. W smaku są pieprzne. Wiesiołki zawierają dużo kwasu γ-linolenowego i śluzu. Smaczne są korzenie pokrojone na plasterki i przyprawione octem z oliwą. Kwiaty można dodawać do sałatek. Wiesiołki dość często były spożywane przez Indian. Apacze żuli surowe owoce wiesiołków, Zuni i Gosiute nasiona, Czirokezi smażone i podgotowane liście.
Roślina kosmetycznaOlej z nasion jest wykorzystywany w przemyśle kosmetycznym do produkcji kremów nawilżających, przeciwzmarszczkowych i przeznaczonych dla cery alergicznej. Jest jednym ze składników pomadek do ust, odżywek do włosów i balsamów do ciała.
Roślina ozdobnaJest uprawiany jako roślina ozdobna na rabatach.

## Uprawa
Roślina łatwa w uprawie, rośnie szybko. Najlepiej rośnie na przepuszczalnym, piaszczystym podłożu. Jest całkowicie mrozoodporny, dość dobrze znosi też suszę. Wymaga stanowiska słonecznego. Rozmnaża się go poprzez nasiona, poprzez podział lub przez sadzonki pędowe (sporządza się je późną wiosną). Nasiona wysiewa się jesienią lub wczesną wiosną bezpośrednio do gruntu, na głębokość 1 cm, w rzędach co 40 cm.